# ムーンランド
『ムーンランド』は、山岸菜による日本の漫画作品。ウェブコミック配信サイト『少年ジャンプ+』（集英社）2018年12月27日から2020年11月5日まで連載された。
山岸の初連載作品。体操選手・水鳥寿思などから監修を受けており、その様子はあとがきにて記される。オリンピックの体操競技に感銘を受けていた作者の山岸は、連載にともない当時テレビ越しでみていた体操選手に監修を受けることになった。
『次にくるマンガ大賞2019』でWebマンガ部門にノミネートされた。

## あらすじ
普段から体操（体操競技）の様子を覗き見ていた中学3年・天原満月は、友人・柴田周一郎の勧めにより、体操競技の世界へ踏み出す。満月は試合に興味がなかったが、そこで強豪校のエリート選手・堂ヶ瀬朔良の演技を目の当たりにし、体操競技の試合を経て朔良とともに同校へ進学する。

## 書誌情報
- 山岸菜『ムーンランド』集英社〈ジャンプ・コミックス〉、全9巻[注 1]（2020年11月4日現在）
  1. 2019年3月4日発売[2]、ISBN 978-4-08-881782-8
  2. 2019年6月4日発売[3]、ISBN 978-4-08-881899-3
  3. 2019年8月2日発売[4]、ISBN 978-4-08-882065-1
  4. 2019年11月1日発売[5]、ISBN 978-4-08-882124-5
  5. 2020年2月4日発売[6]
  6. 2020年5月1日発売[7]
  7. 2020年8月4日発売[8]
  8. 2020年11月4日発売[9]
  9. 2020年12月4日発売[10]